# Focaccia
Focaccia este un produs de panificație specific bucătăriei italiene, de obicei conținând ulei de măsline și ierburi aromatice și consumată drept aperitiv. Pe vremuri, focaccia era servită de sărbători. Acum, focaccia este servită ca un aliment obișnuit.

## Etimologie și variante regionale

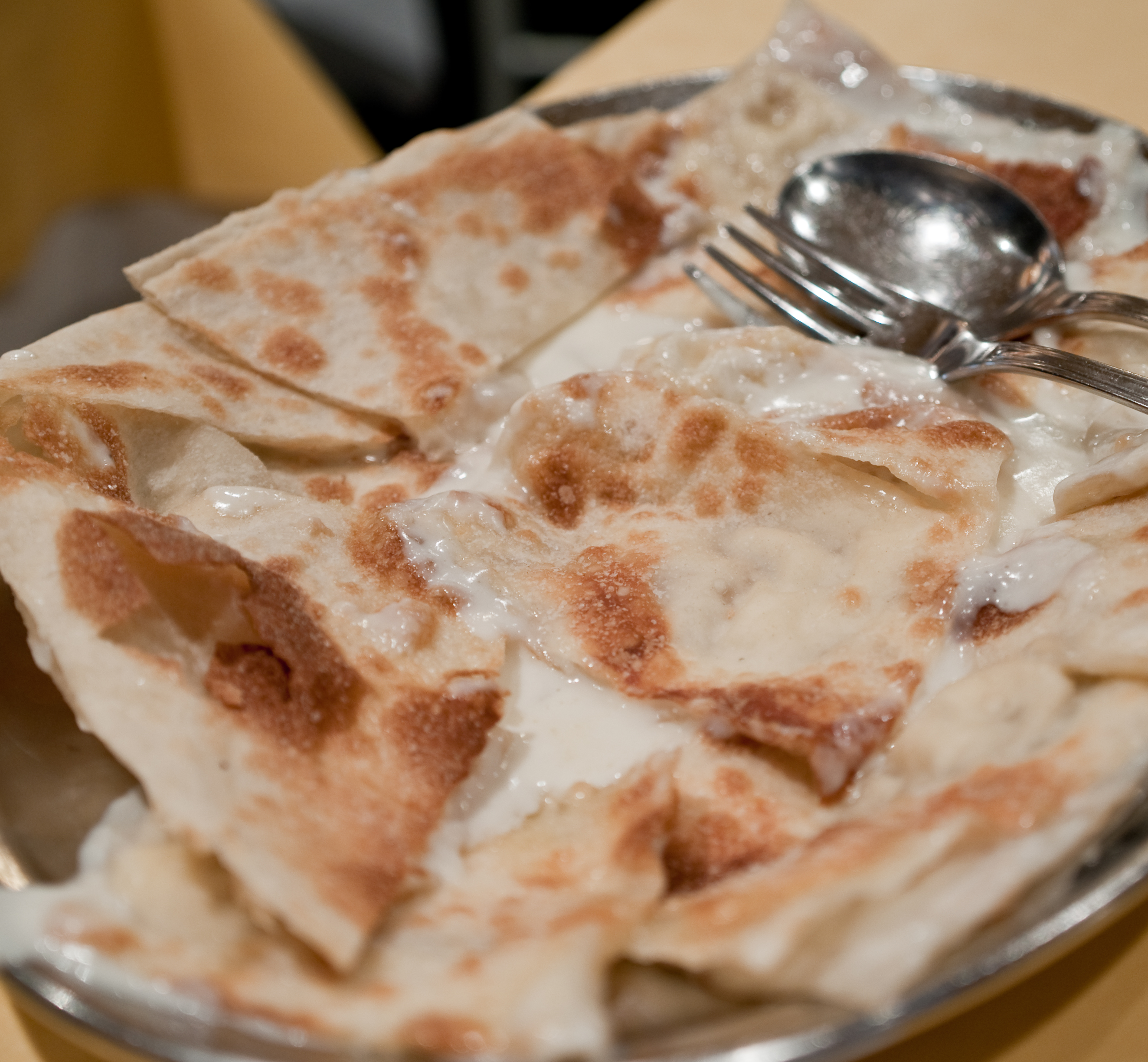
Focaccia col formaggio sau focaccia di Recco, o varietate de focaccia produsă în Recco

În Roma Antică, panis focacius era o lipie coaptă pe vatră. Cuvântul derivă din latinescul focus, însemnând „vatră, loc pentru copt”. Se crede că rețeta de bază provine de la etrusci, dar astăzi este asociată în principal cu Liguria.